# Padarsko
Padarsko (Bulgaars: Пъдарско) is een dorp in Bulgarije. Het dorp is gelegen in de gemeente Brezovo, oblast Plovdiv. Het dorp ligt hemelsbreed ongeveer 25 km ten noordoosten van Plovdiv en 134 km ten zuidoosten van de hoofdstad Sofia. 

## Bevolking
Op 31 december 2020 telde het dorp 577 inwoners, een daling ten opzichte van het maximum van 1.315 inwoners in 1946.
|  |

In het dorp wonen hoofdzakelijk etnische Bulgaren (60%) en Roma (38%).
| Etnische samenstelling van de respondenten (2011) | Etnische samenstelling van de respondenten (2011) | Etnische samenstelling van de respondenten (2011) | Etnische samenstelling van de respondenten (2011) | Etnische samenstelling van de respondenten (2011) |
| ------------------------------------------------- | ------------------------------------------------- | ------------------------------------------------- | ------------------------------------------------- | ------------------------------------------------- |
|                                                   |                                                   |                                                   |                                                   |                                                   |
| Bulgaren                                          | Bulgaren                                          |                                                   | 60,3%                                             | 60,3%                                             |
| Turken                                            | Turken                                            |                                                   | 1,2%                                              | 1,2%                                              |
| Roma                                              | Roma                                              |                                                   | 38,4%                                             | 38,4%                                             |
| Anders/Onbekend                                   | Anders/Onbekend                                   |                                                   | 0,1%                                              | 0,1%                                              |